# Szent Anna-templom (Bagota)
A Szent Anna római katolikus templom Bagota település (1971 előtt önálló község, azóta Ógyalla városrésze) egyetlen temploma. A 18. században épült barokk stílusban, majd később klasszicista stílusban átalakították. A templom a település központjában áll, mögötte terül el a bagotai temető.

## Története

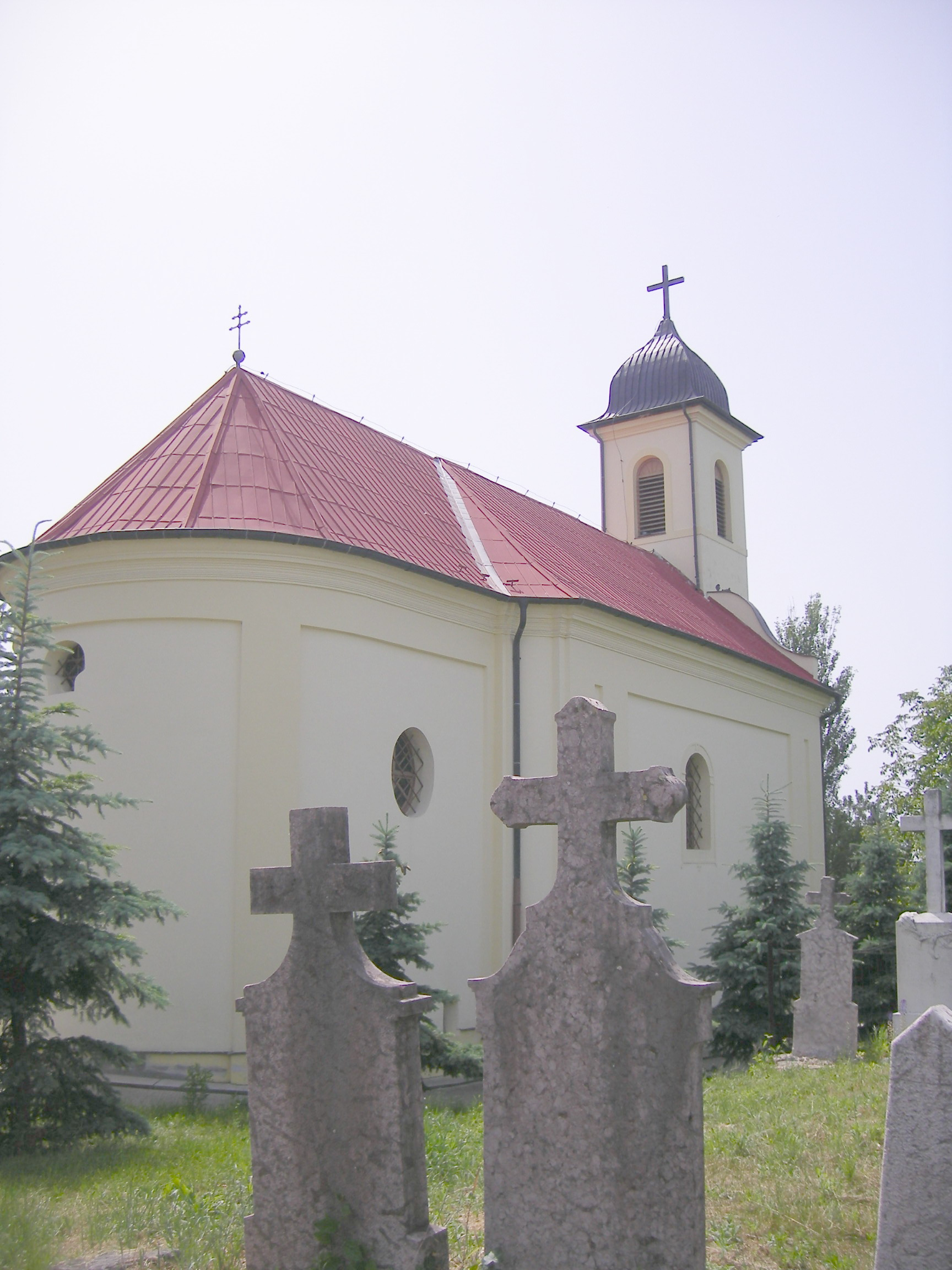
A templom a temető felől

A templom elődje még 1563 előtt épülhetett, a reformáció idején protestáns templomként működött. A régi, vesszőfonású templom helyett 1711-ben az Ordódyak építtettek kis családi kápolnát annak emlékére, hogy a török harcok során eltűnt két fiuk szerencsésen hazatért tizenöt év után. 1735-1811 között összesen 26 személyt temettek el a templom alatti sírboltban. A kápolna helyén 1735-ben épült a templom, a 19. század elején klasszicista stílusban átalakították.
1770-től mintegy száz éven át szerzetes atyák végeztek Bagotán szolgálatot. Ebben az időben, de később is nagyrészt az Ordódy-család gondozta a templomot és az iskolát. A templomot 1963. július 14-én műemlékké nyilvánították.

## Leírás
- A templom bejárata feletti toronyrészen vörös mészkőből készült tábla található a következő felirattal: D.O.M. IN HONOREM S.ANNAE A.1735 E FUNDAMENTIS EREXIT A.1811 RENOVAVIT FAMILIA ORDÓDY
- A templom bejárata mellett kétoldalt két süttői vörös mészkőből készült feszület található:
  - A bal oldalit 1912-ben állították.
  - A jobb oldalit 1901. július 26-án emeltette Sternoczky Jánosné született Petrik Borbála. A kereszt korábban a főút mellett állt, a sörgyár építésekor (1964-ben) helyezték át jelenlegi helyére.

## Képtár

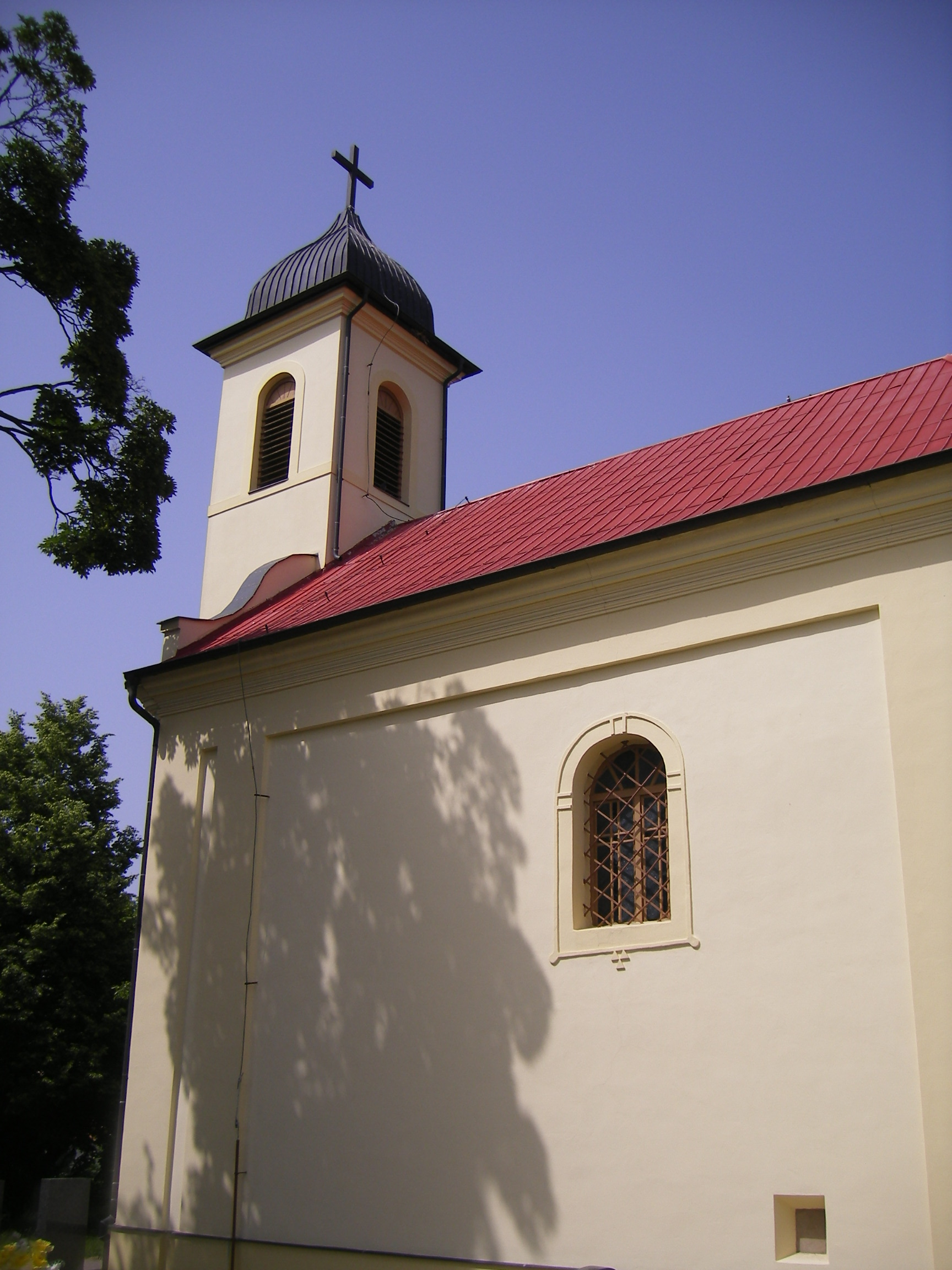
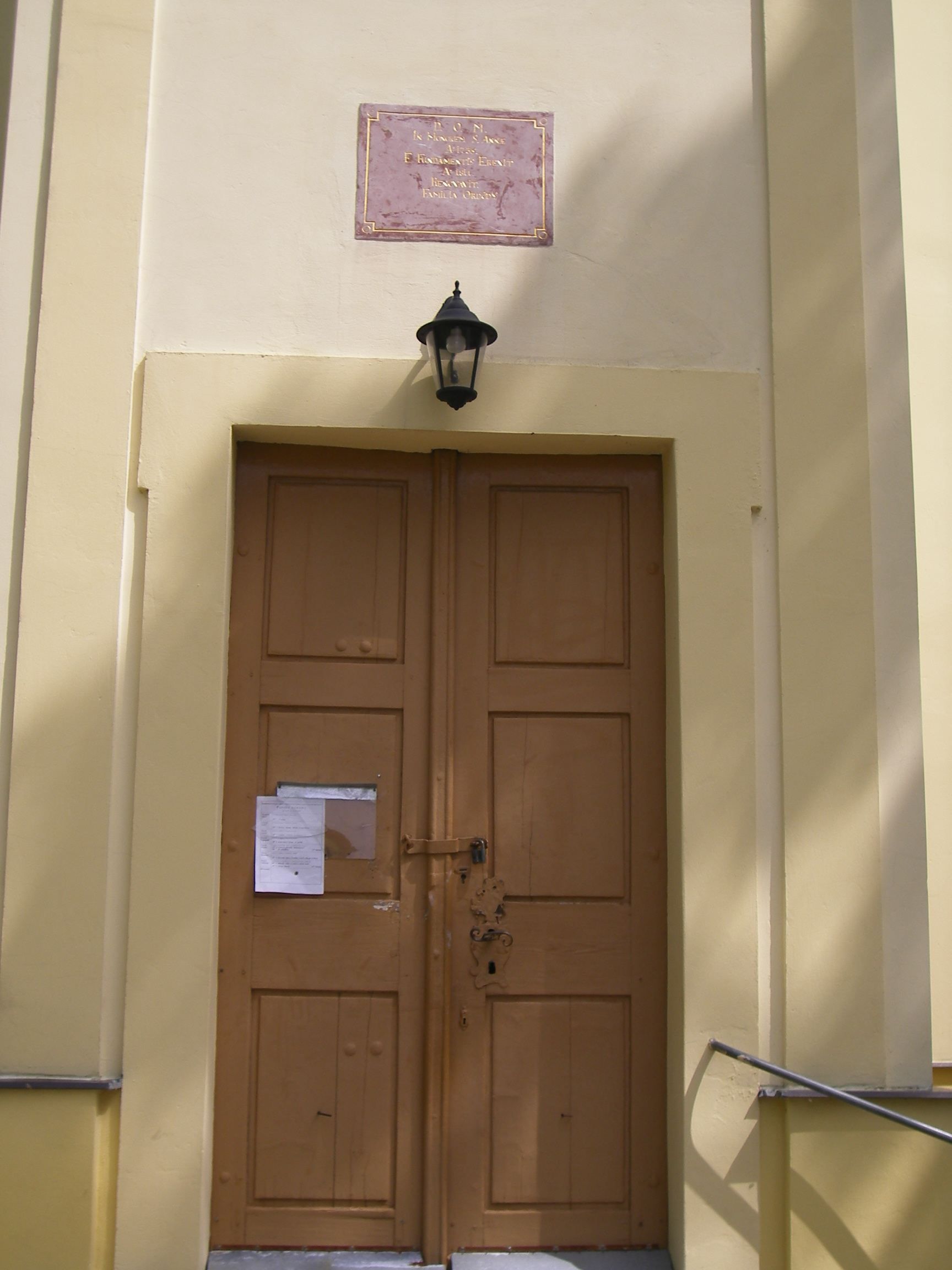
A templom bejárata
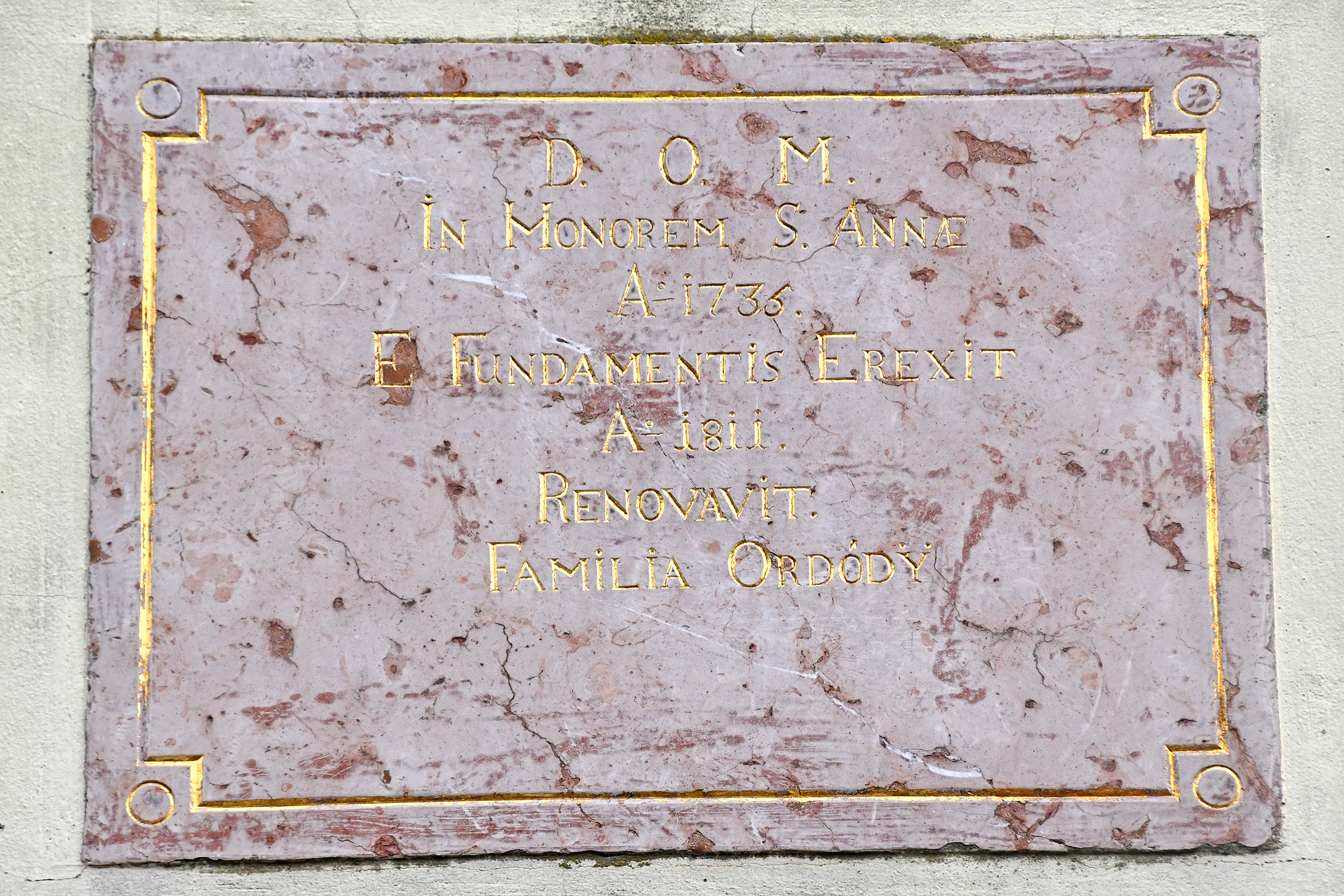
Emléktábla a bejárat felett
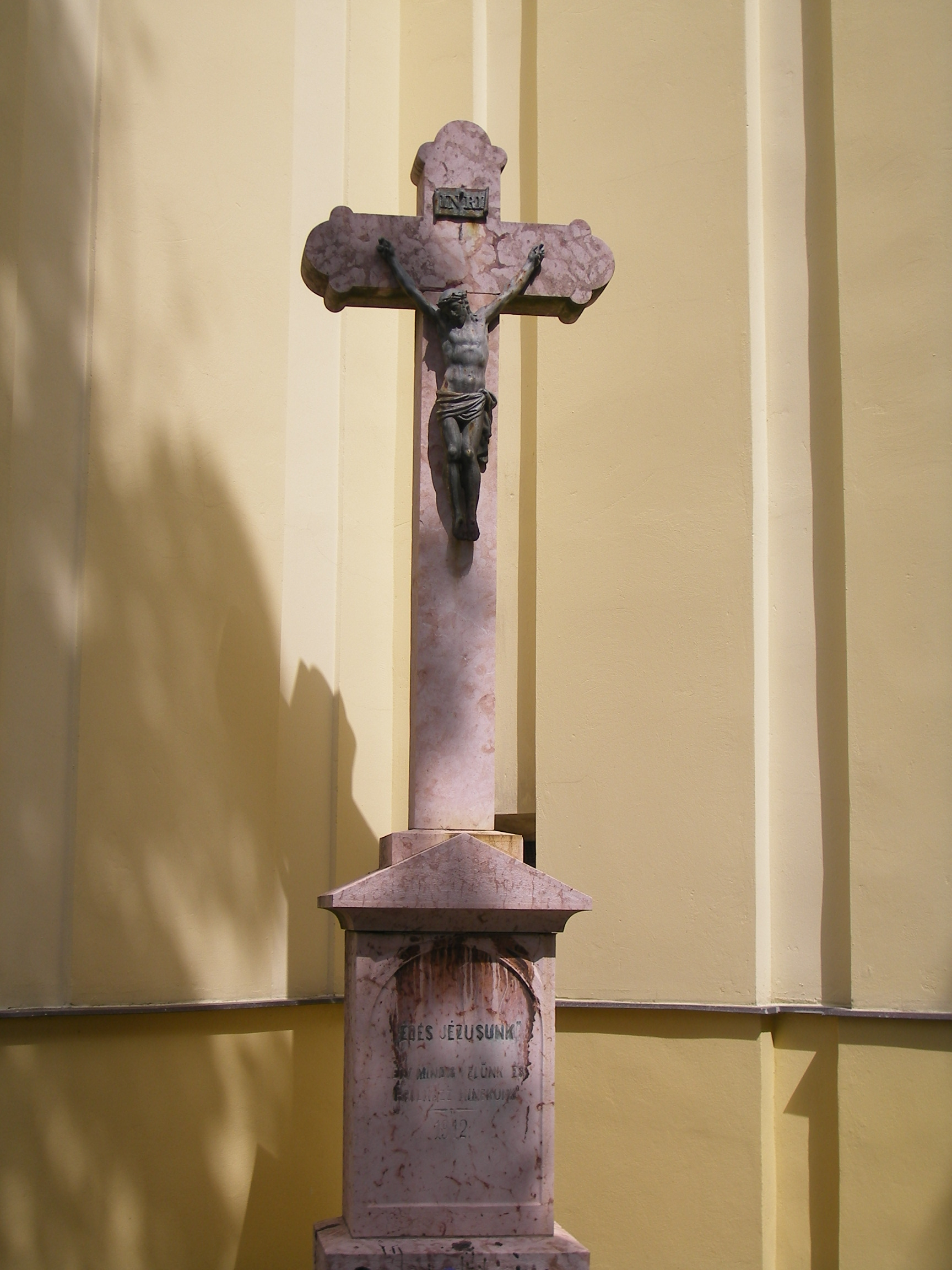
Bal oldali kereszt
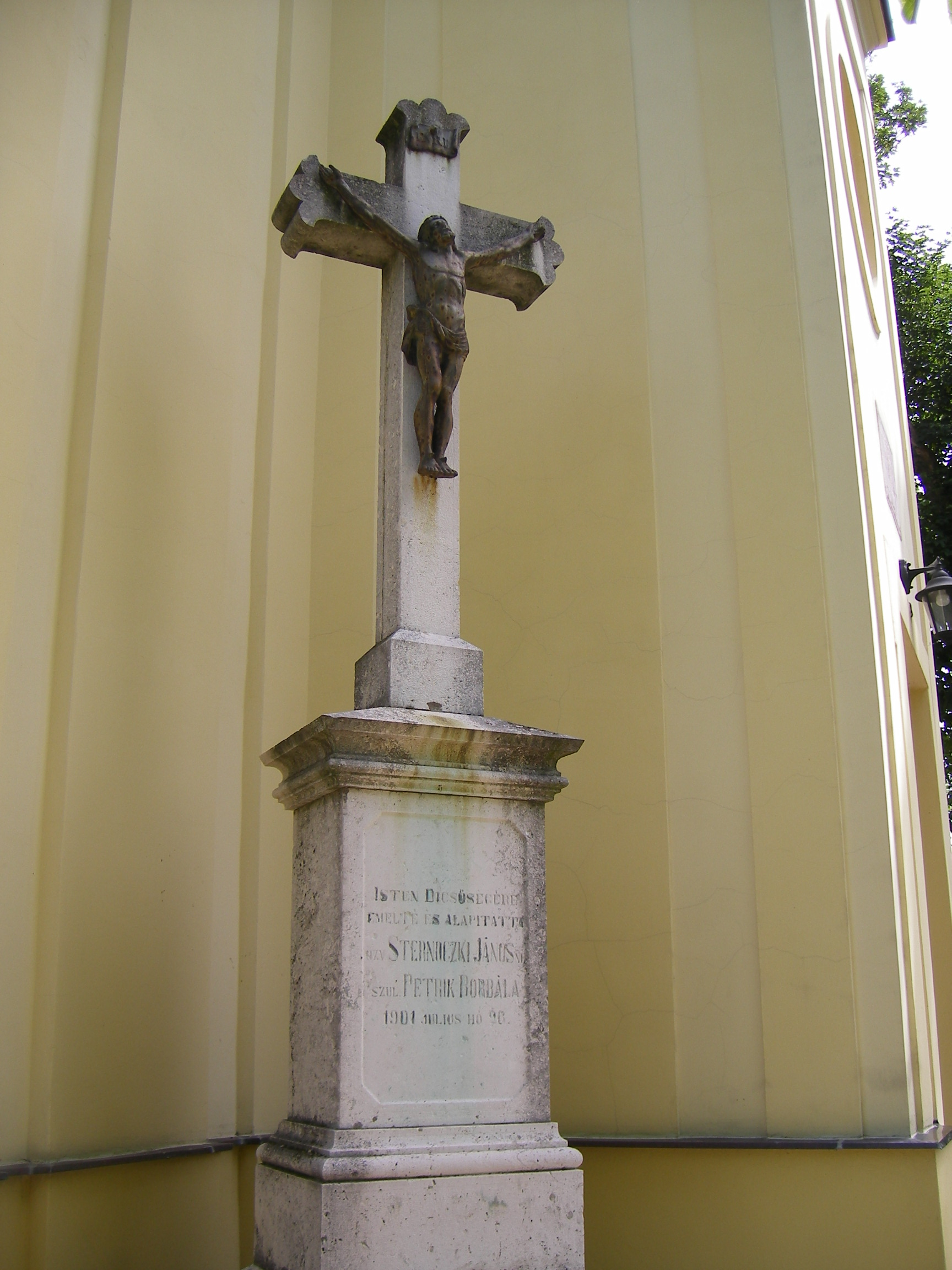
Jobb oldali kereszt